# Contrabasfluit
De contrabasfluit (soms ook wel octobasfluit) is een houten blaasinstrument. Haar bereik is gelijk aan dat van de ‘gewone’ dwarsfluit, maar dan twee octaven lager; de laagste noot die gespeeld kan worden is twee octaven onder de centrale C (de laagste C op de cello.) Veel contrabasfluiten in C kunnen ook de lage B spelen, (evenals de meeste dwarsfluiten). 

## Bespeling
Trillers zijn op de contrabasfluit moeilijker uit te voeren dan op de andere soorten dwarsfluiten. Het uitvoeren van arpeggio is vrijwel gelijk aan andere fluiten. De bovenste registers (vanaf de centrale C en hoger) klinken minder krachtig dan bij de andere dwarsfluiten; het krachtigst klinkt de contrabasfluit tussen G' en G". Hoewel het bovenste register minder krachtig klinkt, met de gevoeligheid en de lyriek kan groot effect gesorteerd worden en een goed instrument kan eenvoudig de A (boven de centrale C) halen. Het lage register (onder G') heeft dezelfde kwaliteiten als van een fagot en een geoefend speler kan de lage B (drie octaven lager dan de centrale C) halen.
Door de toevoeging van de contrabasfluit aan het fluitensemble is de hoeveelheid composities voor dit ensemble aanzienlijk toegenomen, omdat daarmee een diepe bas werd toegevoegd. De contrabasfluit vereist veel meer blaaskracht om geluid te produceren dan de meeste andere blaasinstrumenten en componisten die voor dit instrument schrijven, kunnen hier rekening mee houden door meer rusten in de frasering aan te brengen dan zij voor de hogere fluiten zouden doen.
Onder de hedendaagse musici die de contrabasfluit spelen, zijn Madeleine Bischof, Pierre-Yves Artaud, Matthias Ziegler, Stefan Keller, Ned McGowan, Mark Alban Lotz, Peter Sheridan en Vinny Golia.

## Bouwers
De Japanse firma Kotato, Eva Kingma en Christian Jäger uit München hebben een contrabasfluit ontworpen en gebouwd. De Nederlandse fluitenbouwer Jelle Hogenhuis heeft naast een contrabasfluit van metaal ook een model gemaakt van pvc. Dit instrument klinkt veel luider wanneer de wand van het corpus dun wordt gehouden. Vanwege het materiaal hoeft men ook niet zo voorzichtig met het instrument om te springen.
Geregeld worden nieuwe solostukken en kamermuziek voor dit instrument gecomponeerd. De fluitist Peter Sheridan heeft composities besteld bij diverse componisten wereldwijd zoals: Alex Shapiro, Patrick Neher, Vinny Golia, Bruce Lawrence, Adrienne Albert en Sheridon Stokes. In april 2008 vond in Carnegie Hall de première plaats van een concert voor contrabasfluit en kamerorkest van Ned McGowan. Andere componisten die composities voor de contrabasfluit hebben gemaakt zijn: Wil Offermans, Robert Dick, Thomas Seelig en Gunter Steinke.
Anders dan de naam suggereert, wordt de fluit niet dwars bespeeld; alleen het kopstuk met de lipplaat staat dwars op de mond. Het corpus maakt een hoek van 45° naar boven en vervolgens dezelfde hoek naar beneden, zodat dit recht naar beneden wijst. Onderaan rust het instrument op een pootje.